# Veni Vidi Vici (album)
Pour les articles homonymes, voir Veni, vidi, vici (homonymie).
Albums de Lacrim
Persona non grata
(2021)
Veni Vidi Vici est le cinquième album studio du rappeur français Lacrim sorti le 14 juin 2024.

## Liste des titres
| No  | Titre                           | Auteur             | Compositeur(s)               | Durée |
| --- | ------------------------------- | ------------------ | ---------------------------- | ----- |
| 1.  | Adolfo Macias                   | Lacrim             | Franklin                     | 2:57  |
| 2.  | Colisée (feat. SDM)             | Lacrim, SDM        | Chahid                       | 2:48  |
| 3.  | Interlude                       | Lacrim             | Zinoux Beats                 | 0:39  |
| 4.  | Joker                           | Lacrim             | Zinoux Beats                 | 3:28  |
| 5.  | No Lo Sé                        | Lacrim             | Chahid                       | 2:45  |
| 6.  | Max B                           | Lacrim             | Aurélien Mazin, Kore         | 2:47  |
| 7.  | 7.62 (feat. Alonzo)             | Lacrim, Alonzo     | Chahid                       | 2:46  |
| 8.  | Vrais salauds (feat. Gazo)      | Lacrim, Gazo       | Aurélien Mazin, Kore         | 2:29  |
| 9.  | From Nothing (feat. Tion Wayne) | Lacrim, Tion Wayne | Chahid                       | 2:32  |
| 10. | Khamzat Chimaev                 | Lacrim             | Mehsah                       | 2:44  |
| 11. | Joie de filles (feat. Vacra)    | Lacrim, Vacra      | Narcobell                    | 2:18  |
| 12. | Boom Boom                       | Lacrim             | Aurélien Mazin, Kore, Chahid | 2:58  |
| 13. | Ledger (feat. PLK)              | Lacrim, PLK        | Mehsah                       | 2:29  |
| 14. | Noir                            | Lacrim             | Chahid                       | 2:58  |
| 15. | Karim Z                         | Lacrim             | YassineBeats                 | 3:19  |

| 16. | Corleone II                   | Lacrim | Franklin, Chahid | 2:18 |
| 17. | 7 vies (feat. Sofiane Pamart) | Lacrim | Sofiane Pamart   | 4:33 |
| 18. | Papa fait le pitre (Remix)    | Lacrim | OSIRIS           | 4:01 |
| 19. | Karim B                       | Lacrim |                  | 2:44 |
| 20. | Olala                         | Lacrim | Chahid           | 2:45 |
| 21. | Millionnaire                  | Lacrim | Zairi            | 2:21 |
| 22. | Freestyle 19 février          | Lacrim | Chahid           | 2:03 |

## Titres certifiés en France
- Joie de filles (feat. Vacra)  Platine
- No lo sé  Diamant [2]
- Colisée (feat. SDM)  Or

## Clips vidéo
- Corleone II : 6 mars 2024
- 7 vies (feat. Sofiane Pamart) : 19 avril 2024
- Colisée (feat. SDM) : 17 mai 2024
- No Lo Sé : 19 juin 2024

## Accueil commercial
L'album s'écoule à 19 031 exemplaires en une semaine. À titre de comparaison, son précédent album Persona non grata sorti en décembre 2021 s'était écoulé 18 196 exemplaires en une semaine.

## Classements et certification

### Classements hebdomadaires
| Classements (2024)           | Meilleure position |
| ---------------------------- | ------------------ |
| Suisse (Schweizer Hitparade) | 26                 |
| France (SNEP)                | 1                  |
| Belgique (Wallonie Ultratop) | 5                  |